# Джакомо Бульгареллі
Джакомо Бульгареллі (італ. Giacomo Bulgarelli; 24 жовтня 1940, Медічина — 12 лютого 2009, Болонья) — колишній італійський футболіст, півзахисник.
Насамперед відомий виступами за клуб «Болонья», а також національну збірну Італії.
Чемпіон Італії. Дворазовий володар Кубка Італії. Володар Кубка Мітропи. У складі збірної — чемпіон Європи.

## Клубна кар'єра
Вихованець футбольної школи клубу «Болонья». Дорослу футбольну кар'єру розпочав 1959 року в основній команді того ж клубу, кольори якої і захищав протягом усієї своєї кар'єри гравця, що тривала сімнадцять років. Більшість часу, проведеного у складі «Болоньї», був основним гравцем команди. За цей час виборов титул чемпіона Італії, ставав володарем Кубка Італії (двічі), володарем Кубка Мітропи.

## Виступи за збірні
Залучався до складу молодіжних збірних Італії. На молодіжному рівні зіграв у 10 офіційних матчах, забив 5 голів. У складі збірної був учасником футбольного турніру на Олімпійських іграх 1960 року у Римі.
1962 року дебютував в офіційних матчах у складі національної збірної Італії. Протягом кар'єри у національній команді, яка тривала 6 років, провів у формі головної команди країни 29 матчів, забивши 7 голів. У складі збірної був учасником чемпіонату світу 1962 року у Чилі, чемпіонату світу 1966 року в Англії, а також домашнього для італійців чемпіонату Європи 1968 року, на якому вони здобули титул континентальних чемпіонів.

## Статистика виступів

### Статистика клубних виступів
| Сезон   | Клуб      | Чемпіонат | Чемпіонат | Чемпіонат |
| Сезон   | Клуб      | Ліга      | Ігор      | Голів     |
| ------- | --------- | --------- | --------- | --------- |
| 1958–59 | «Болонья» | A         | 2         | 0         |
| 1959–60 | «Болонья» | A         | 13        | 0         |
| 1960–61 | «Болонья» | A         | 18        | 1         |
| 1961–62 | «Болонья» | A         | 26        | 8         |
| 1962–63 | «Болонья» | A         | 30        | 7         |
| 1963–64 | «Болонья» | A         | 32        | 8         |
| 1964–65 | «Болонья» | A         | 29        | 5         |
| 1965–66 | «Болонья» | A         | 29        | 2         |
| 1966–67 | «Болонья» | A         | 31        | 4         |
| 1967–68 | «Болонья» | A         | 13        | 0         |
| 1968–69 | «Болонья» | A         | 24        | 2         |
| 1969–70 | «Болонья» | A         | 21        | 0         |
| 1970–71 | «Болонья» | A         | 28        | 2         |
| 1971–72 | «Болонья» | A         | 23        | 1         |
| 1972–73 | «Болонья» | A         | 29        | 1         |
| 1973–74 | «Болонья» | A         | 25        | 1         |
| 1974–75 | «Болонья» | A         | 18        | 1         |
| Усього  | Усього    | Усього    | 391       | 43        |

## Титули і досягнення
- Чемпіон Італії (1):

«Болонья»: 1963–64
- Володар Кубка Італії (2):

«Болонья»: 1969–70, 1973–74
- Володар Кубка Мітропи (1):

«Болонья»: 1961
- Чемпіон Європи (1):

1968